# كانبرا
كَنْبَرَة (بالإنجليزية: Canberra) عاصمة أستراليا، وكبرى مدنها البرية، والثامنة بعد أكثر مدنها عمارة. وهي عند الطرف الشمالي من جبال الألب الأسترالية في أقصى شمالي إقليم العاصمة، جنوب شرقي الجزيرة الأسترالية. وقد بلغ عدد سكانها سنة 2024 نحو 427٬800 نسمة. وهي 300 كم جنوب غرب سيدني و 650 كم شمال شرق ملبورن. و قد تمّ اختيارها عاصمة لأستراليا في 1908 وذلك نظرا لموقعها بين أكبر مدينتين (سيدني وملبورن).

## تاريخ
كان سكان أستراليا الأصليون يعيشون في منطقة كنبرة منذ أربعين آلف سنة على الأقل. وقد اكتشف كهف يحتوي على رسومات حائطية في منطقة جدجنبي جنوبي مدينة كنبرة.
وزار المستكشفون الأوروبيون لأول مرة السهول الجيرية في شهر ديسمبر 1820م. وقام جوزيف وايلد مع تشارلز ثروزبي سميث، وهو جراح سابق في البحرية البريطانية، ومعهم جيمس نوجان بنصب خيامهم في نفس المكان الذي تقوم عليه المدينة الآن. وفي سنة 1821م، زار ثروزبي ووايلد المنطقة مرة أخرى واكتشفا نهر مرمبيجي.
وفي سنة 1824م، أقام جاشوا مور مزرعة لتربية المواشي بالقرب من الموقع الحالي لمستشفى كنبرة، التي أطلق عليها اسم كنبرة اعتقادًا منه بأن ذلك هو الاسم الأصلي للمكان. ويعتقد أن كلمة كنبرة تعني في لغة السكان الأصليين مكان اللِّقاء. وبعد تسعين عامًا، تحول الاسم مع الاستخدام إلى كنبرة، واختير اسمًا للعاصمة الوطنية.
وفي سنة 1900م، وافق البرلمان البريطاني على قانون دستور الكومنولث الأسترالي الذي نص على أن يكون للحكومة عضوية في المجلس التشريعي الفيدرالي.
بعد سنوات من الخلاف والصراع، اختار س. آر. سكريفنز، وهو مسّاح مناطق ولاية نيو ساوث ويلز موقع كنبرة في عام 1908م. وفي 1 يناير 1911م، تمّ ميلاد إقليم أستراليا الأساسي. وفي 1915م، قدمت ولاية نيو ساوث ويلز منطقة تبلغ مساحتها 73 كم² على الساحل عند خليج جافاز لاستخدامها ميناءً للعاصمة الفيدرالية.
أعلنت الحكومة الفيدرالية في 1911م عن مسابقة عالمية لتصميم العاصمة الوطنية، ومن بين العروض المقدمة والتي بلغ عددها 137 عرضًا، تم منح والتر بيرلي جريفين ـ وهو مهندس مناظر معماري من مدينة شيكاغو بولاية إلينوي ـ الجائزة الأولى وقدرها 1,750 جنيهًا أستراليًا، وقامت لجنة وزارية عينتها الحكومة بتغيير خطة جريفين واقترحت أخرى خاصة بها، تبنتها الحكومة في 10 يناير عام 1913م. وشرع وزير الشؤون الداخلية كينج أومالي في الشهر التالي في أعمال البناء. وفي يوم 12 مارس 1913م، أطلقت السيدة زوجة الحاكم العام حينئذ، دينمان ، اسم كنبرة رسميًا على العاصمة الوطنية.
وفي نهاية عام 1913م، وصل والتر بيرلي جريفين إلى أستراليا وقبل وظيفة مدير العاصمة الفيدرالية للتصميم والتعمير. وأعيد قبول خطته وأُسْقِطَت الخطة الوزارية. وفي عام 1920م، قطع والتر بيرلي جريفين صلته بتخطيط كنبرة إلا أنه كان قد أكمل بالفعل قواعد خطته وأقامت الحكومة عندئذ اللجنة الاستشارية للعاصمة الوطنية تحت رئاسة المعماري السير جون سولمان. وفي عام 1925م، عينت الحكومة جهازًا آخر للتخطيط، وهي لجنة العاصمة الفيدرالية والتي رأسها المهندس السير جون بتارز. ونمت مدينة كنبرة بسرعة.
وبدأت الحكومة في نقل الموظفين الحكوميين من ملبرن. وفي عام 1930م، تم حل لجنة العاصمة الفيدرالية، ومع الكساد توقفت تقريبًا أعمال البناء.
في عام 1941م، تم الانتهاء من إقامة النصب التذكاري الحربي الأسترالي. وبدأت الحكومة عام 1948م في نقل المزيد من الموظفين الحكوميين من ملبرن وتم إنشاء لجنة تنمية العاصمة الوطنية عام 1958م، التي قررت بناء البحيرات على نهر مولونجلو، التي كانت من معالم خطة والتر بيرلي جريفين. وقد تم بناء بحيرة بيرلي جريفين في أوائل الستينيات وتبعتها بحيرة جينْيندار في السبعينيات من القرن العشرين.
وفي عام 1980م، قام ستة من القضاة باختيار تصميم ريتشارد ثورب لمبنى البرلمان الجديد الذي يقع على تل مرتفع خلف مبنى البرلمان القديم. وقامت الملكة إليزابيث الثانية بافتتاح مبنى البرلمان الجديد يوم 9 مايو عام 1988م، في أثناء احتفالات الذكرى المائتين لأستراليا.

## نبذة
يقع إقليم العاصمة الأسترالية في جنوب شرق ولاية نيو ساوث ويلز. وهو يحتل مساحة تبلغ 2.366 كيلومتر مربع ويتميز بوجود مساحات ممتدة من الجبال ذات اللون الأزرق الرمادي في الجنوب والغرب، بينما تقع كنبرة في الركن الشمالي الشرقي من الإقليم. وتغطي سلاسل الجبال الرائعة والغابات والأنهار والبحيرات الطبيعية التي تتميز بها محمية نامادجي الطبيعية الوطنية مساحة 40% من الإقليم.

## المناخ

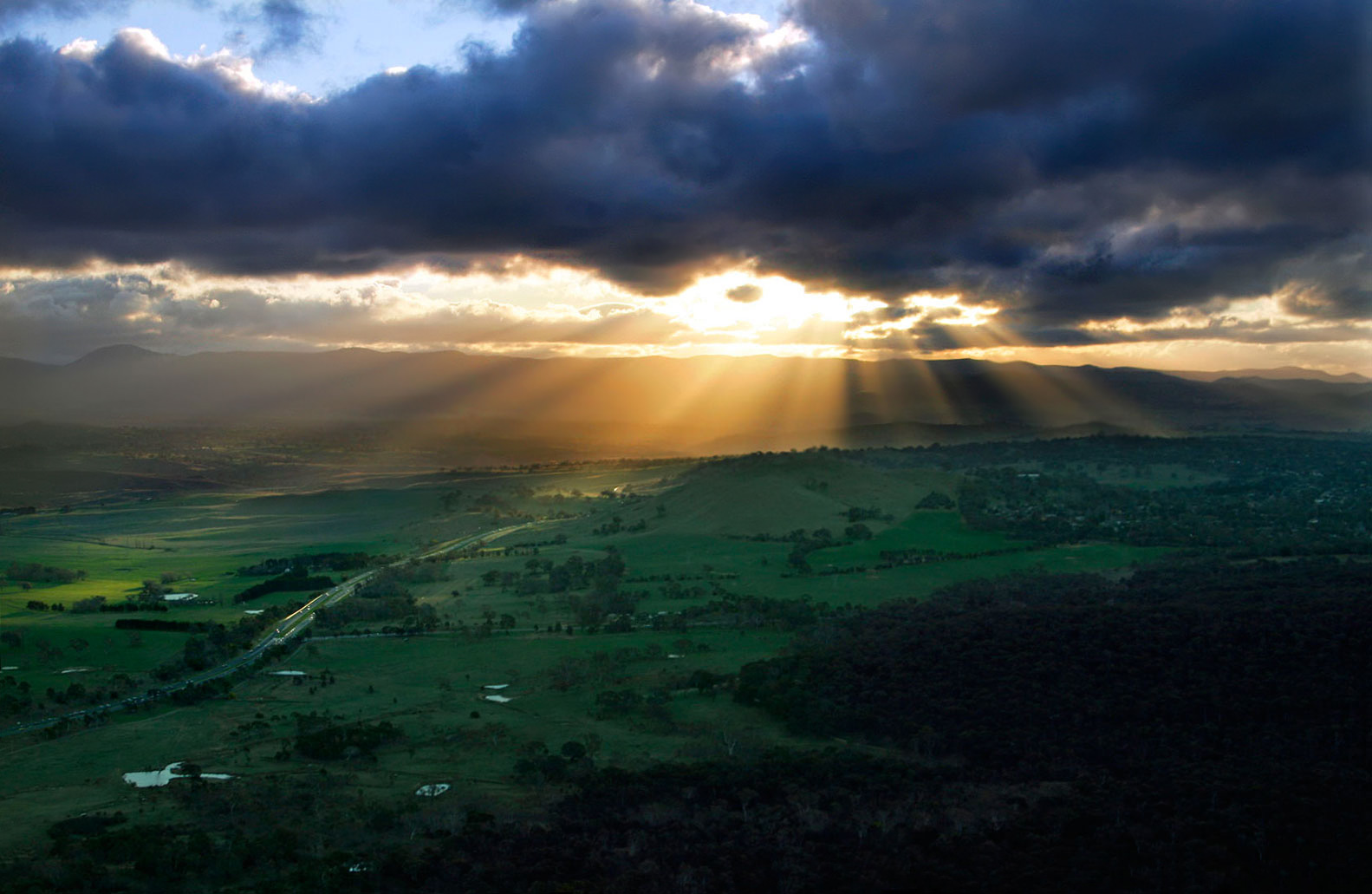
غروب الشمس بأشعة شفقية من برج تلسترا.

وفي فصل الصيف، تتراوح درجات الحرارة في إقليم العاصمة الأسترالية ما بين الدفء والحر بالرغم من عدم وصولها في كثير من الأحيان إلى 40 درجة مئوية. أما فصل الشتاء، فتتميز أجواؤه بالبرودة ولكنه مشمس في بعض الأحيان، مع هبوب رياح بسيطة، وغالباً ما يبدأ النهار بصقيع وضباب في الصباح الباكر. وتتعدى درجات الحرارة في ليالي الشتاء درجة الصفر المئوية أو تقل عنها بعض الشئ أثناء شهر يوليو. وتشتهر مقاطعة كنبرة بسطوع شمسها كما يبلغ متوسط سقوط الأمطار حوالي 630 ملم سنويا يتركز معظمه على غرب المقاطعة. ويندر سقوط الثلج في المدينة، إذ قد يحدث ذلك مرتين على الأكثر سنويًا، ولكنه أكثر شيوعا في أودية محمية نامادجي الوطنية.

## ضواحي كنبرة

### الضواحي الشمالية
- بَلْكَانَن (Belconnen)
- جَرْنُود (Charnwood)
- دَنْلَب (Dunlop)
- كَنْكَالَن (Gungahlin)
- كَلِين (Kaleen)
- لَيْثَم (Latham)
- لَيْنَم (Lyneham)

### ضواحي وسط كنبرة
- أَكْتَن (Acton)
- بَرْطُن (Barton)
- كَنْبَل (Campbell)
- دَيْكَن (Deakin)
- فِشْوِك (Fyshwick)
- يَارَلَمْلَة (Yarralumla)

### الضواحي الجنوبية
- كَنْبَة (Kambah)
- مَوْسَن (Mawson)
- تَكْرَنُون (Tuggeranong)